# إكنغرار (تدسي)
إكنغرار هو دُوَّار يقع بجماعة تدسي نيسدلان، إقليم تارودانت، جهة سوس ماسة في المملكة المغربية. ينتمي الدوّار لمشيخة تدسي التي تضم 28 دوار. يقدر عدد سكانه بـ 175 نسمة حسب الإحصاء الرسمي للسكان والسكنى لسنة 2004.

## روابط خارجية
- البوابة الوطنية للجماعات الترابية
- المندوبية السامية للتخطيط